# Ciriacremum
Ciriacremum är ett släkte av insekter. Ciriacremum ingår i familjen rundbladloppor.

## Dottertaxa tillCiriacremum, i alfabetisk ordning[1]
- Ciriacremum africanum
- Ciriacremum angolense
- Ciriacremum ascicaudata
- Ciriacremum bicaudatum
- Ciriacremum cabudiatum
- Ciriacremum capeneri
- Ciriacremum capense
- Ciriacremum capillicorne
- Ciriacremum carvalhoi
- Ciriacremum daubicatum
- Ciriacremum filiverpatum
- Ciriacremum funestum
- Ciriacremum gabonense
- Ciriacremum harteni
- Ciriacremum hollisi
- Ciriacremum jilorense
- Ciriacremum julbernardioides
- Ciriacremum kleinielloides
- Ciriacremum mateui
- Ciriacremum megafricanum
- Ciriacremum megophthalmus
- Ciriacremum nigeriense
- Ciriacremum nigripes
- Ciriacremum orientale
- Ciriacremum ornatum
- Ciriacremum paulyi
- Ciriacremum pervatum
- Ciriacremum relatum
- Ciriacremum setosum
- Ciriacremum tubacadium
- Ciriacremum vondraceki